# Myllaena procidua
Myllaena procidua är en skalbaggsart som beskrevs av Thomas Casey 1911. Myllaena procidua ingår i släktet Myllaena och familjen kortvingar. Inga underarter finns listade i Catalogue of Life.